# Aeromarine AMC
El Aeromarine AMC fue el primer hidrocanoa estadounidense de casco totalmente metálico.

## Desarrollo
El trabajo de diseño en el AMC comenzó en 1921, con el objetivo de producir un hidrocanoa de casco de aluminio que fuera más duradero que los contemporáneos de construcción en madera. Los hidrocanoas de casco de madera de Aeromarine requerían de secado cuando se inundaban. El exceso de peso de un casco inundado podía llegar a los 206 kg. Un modelo del AMC fue probado en túnel de viento en el MIT antes de elegir un diseño de cabina abierta.

## Diseño
El AMC era un hidrocanoa biplano de dos vanos con casco de aluminio. Los largueros de abeto de las alas estaban recubiertos con tela, con pequeños flotadores de punta de ala para dar estabilidad. El motor estaba montado justo debajo del ala superior en una configuración propulsora con un radiador montado frontalmente. Dos aerodinámicos depósitos principales de combustible de 189 litros descansaban en el ala superior a cada lado del motor, con una reserva de 265 litros montada en el fuselaje. El casco estaba construido con 18 bancos y cinco mamparos estancos. Tenía dos filas de pequeños asientos de banco para los pasajeros en el frente. El piloto y el mecánico se sentaban ligeramente elevados en cabinas individuales abiertas, detrás de los pasajeros, debajo del ala principal. El casco usaba aluminio 17S de Alcoa tratado con nitrato potásico, con sellados estancos de franela cantonesa/asfalto y pintura de aluminio Valspar.

## Historia operacional
El AMC pretendía reemplazar a los hidrocanoas Aeromarine 75 usados por Aeromarine Airways en el servicio entre Nueva York y San Juan, Puerto Rico. A los tres días de su primer vuelo, el 1 de junio de 1923, el avión voló desde Keyport, Nueva Jersey, a Nueva York, para intentar encontrar más clientes. El avión llevó 800 pasajeros en 186 vuelos antes de su entrega a Aeromarine Airways en diciembre de 1923. Fue bautizado Morro Castle II y realizó vuelos récord de larga distancia entre Nueva Jersey, Cuba y San Juan, Puerto Rico, totalizando 15 000 millas antes de volver a Nueva Jersey. Aeromarine terminó el servicio a finales de 1924, sin una base de clientes para ventas, por lo que sólo un AMC fue completado.
El único AMC fue vendido a la Fairchild Air Transport (Fairchild Aerial Surveys Co. of Canada Ltd.) el 25 de mayo de 1926, para usarlo en servicios canadienses de pasajeros y fotografía aérea, donde recibió la matrícula G-CAFD. Fue desmantelado el 28 de febrero de 1930.

## Operadores
Estados Unidos
- Aeromarine Airways

## Especificaciones (AMC)
Referencia datos: Skyways

### Características generales
- Tripulación: Dos
- Capacidad: 5-7 pasajeros
- Longitud: 10,9 m
- Envergadura: 19,8 m
- Altura: 4,1 m
- Perfil alar: (superior) Aeromarine No. 6, (inferior) Aeromarine No. 2
- Peso vacío: 1660,1 kg
- Peso cargado: 2766,9 kg
- Planta motriz: 1× motor lineal V12 refrigerado por agua Liberty L-12.
  - Potencia: 298,3 kW (400 hp)
- Hélices: Bipala

### Rendimiento
- Velocidad nunca excedida (Vne): 168,7 km/h
- Velocidad crucero (Vc): 128,7 km/h
- Velocidad de entrada en pérdida (Vs): 75,6 km/h
- Alcance: 7 h
- Techo de vuelo: 4267,2 m (14 000 pies)
- Régimen de ascenso: 18,3 m/s

## Aeronaves relacionadas

### Aeronaves similares
- Curtiss HS

### Secuencias de designación
- Secuencia Alfanumérica (interna de Aeromarine): ← AM-1 - AM-2 - AM-3 - AMC - AS - BM-1 - CO-L →